# 頼裕新
頼 裕新（らい ゆうしん、Lai Yuxin、? - 1863年）は、太平天国の指導者の一人。
広西省潯州府桂平県出身。1855年より翼王石達開に従って西征に赴き、江西省瑞州を陥落させ、そこに駐屯した。当時、江西省に駐屯していた林啓栄・黄文金とともに武名をとどろかせた。1856年6月より曽国藩率いる湘軍に瑞州を包囲された。当時、太平天国内部では天京事変が発生して援軍が来なかったが、よく守り抜き、1857年7月に曽国藩配下の劉騰鴻を戦死させて撤退した。
その後、石達開に従って天京を離れ、湖南省・広西省などを転戦し、石達開から翼殿天台左宰輔に封ぜられた。1862年に石達開軍は四川省に入った。頼裕新は先鋒として中旗2万余りを率いて、寧遠府に迫った。しかし1863年3月、臘関頂でイ族の土司峰承恩の襲撃を受け、戦死した。
彼の死後、残存部隊は大渡河を渡って北上し、陝西省に入って啓王梁成富軍と合流した。